# Robert Clifton (5e baronnet)

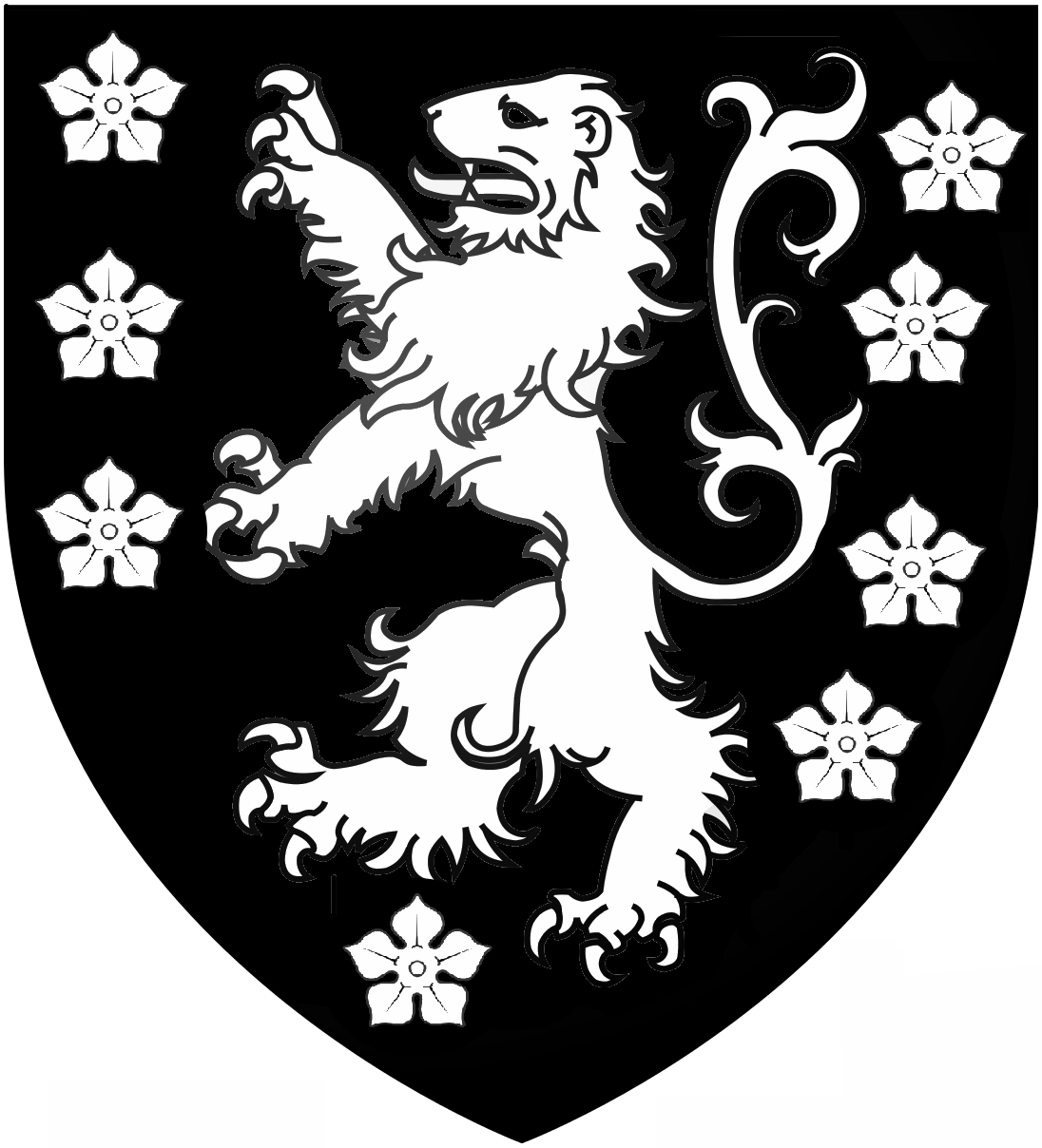

Robert Clifton, 5e baronnet (1690-1762) de Clifton Hall, Nottingham est un homme politique britannique qui siège à la Chambre des communes de 1727 à 1741.

## Biographie
Il est le fils aîné de Gervase Clifton, 4e baronnet, et de son épouse Anne Bagnall, fille de Dudley Bagnall de Newry, en Irlande. Il est brièvement emprisonné avec son père pendant le soulèvement jacobite de 1715. Il épouse le 27 juin 1723, Frances Coote, fille de Nanfan Coote, 2e comte de Bellomont. Le 27 mai 1725, il est fait chevalier du bain.
Lors des Élections générales britanniques de 1727, il prévoit de se présenter à la fois à East Retford et dans le Nottinghamshire avec un soutien combiné des Whig et des Tory, mais parvient à un compromis par lequel il est assuré d'un soutien à East Retford où il est élu. Il soutient le gouvernement, siégeant au comité des prisons de la Chambre des communes. En 1731, il succède à son père comme baronnet. Il est réélu sans opposition aux élections générales britanniques de 1734 et continue à soutenir le gouvernement jusqu'en 1737, date à laquelle il vote pour une augmentation de l'allocation du prince de Galles. Après cela, il passe dans l'opposition. Sa première épouse, Frances, est décédée en 1733 et il épouse le 16 octobre 1739, Hannah Lombe, fille de Thomas Lombe, échevin et shérif de Londres, et son épouse Elizabeth Turner. Il est battu à East Retford aux élections générales britanniques de 1741, il arrive en bas du scrutin, malgré les pots-de-vin versés par sa belle-mère, Lady Lombe, à des électeurs potentiels.
Selon Lord Egmont, Clifton se sépare de sa femme et se met en couple avec sa belle-mère, tous deux se comportant de façon si extravagante qu'en 1746, il est emprisonné pour dettes. Sa deuxième épouse Hannah est décédée en 1748. Il exprime son intérêt à se présenter à nouveau au Parlement, mais trouve peu de soutien dans ses tentatives de se présenter à East Retford en 1747 et à Nottingham en 1758. En 1756, il épouse comme troisième épouse Judith Thwaites, fille du capitaine Thwaites.
Il est décédé le 7 décembre 1762. Par sa première épouse, Frances, il a une fille, Frances Clifton, qui épouse en 1747 George Carpenter (1er comte de Tyrconnell). Par sa seconde épouse, il a un fils Gervase qui lui succède comme baronnet. Sa troisième épouse est décédée en 1765.